# Kagney Linn Karter
Kagney Linn Karter (ur. 28 marca 1987 w Houston, zm. 15 lutego 2024 w hrabstwie Cuyahoga) − amerykańska aktorka pornograficzna, piosenkarka, fotomodelka i striptizerka. 
Laureatka branżowej nagrody XRCO Award, AVN Award i XBIZ Award dla najlepszej nowej gwiazdki 2010. 
Kagney Linn to jej prawdziwe imię, jej ojciec nazwał ją na cześć aktora Jamesa Cagneya, a nazwisko Karter wybrała.

## Życiorys

### Wczesne lata
Urodziła się w Houston w Teksasie. Dorastała w Saint Joseph w Missouri i Ridgway w Pensylwanii. W szkole średniej nie tylko biegała na bieżni i była cheerleaderką, ale także brała udział w przemówieniach i debatach. Pracowała jako hostessa w restauracji meksykańskiej i jako sprzedawczyni artykułów biurowych OfficeMax. 

### Kariera
Swoją karierę zaczęła od tańców erotycznych w klubach Saint Joseph w Missouri. W 2007 otrzymała nagrodę Déjà Vu Consulting, Inc., została uznana za „Deja Vu Showgirl of the Year” stanu Missouri i w tym samym roku zajęła drugie miejsce w kraju. Później wyjechała do Kalifornii, gdzie zaczęła występować i śpiewać. Związała się z LA Direct Models w Los Angeles, a także pozowała do zdjęć erotycznych dla Holly Randall.
Do branży porno dołączyła w 2008. Swoją pierwszą scenę nagrała z Johnnym Sinsem dla Naughty America. Potem wzięła udział w Big Titty Moms 3 (2008) i She's Got Big Boobs 1 (2008). W filmie Ass Trap 3 (2009) w reż. Johna Leslie dla Evil Angel wystąpiła w scenie triolizmu i fellatio z London Keyes i Johnnym Sinssem, a w filmie Blacked Out 1 (2014) wystąpiła w scenie gang bangu.
W kwietniu 2009 została najpopularniejszą gwiazdą porno na FreeOnes.com, gdzie w czerwcu 2009 było 145 tys. wyświetleń. W swojej karierze pracowała dla wielu znanych studiów porno, takich jak Diabolic Video, Naughty America, Zero Tolerance, Elegant Angel, 3rd Degree, Chromelady, Vivid, Joey Silvera Productions, Wicked Pictures, Mike Adriano Media, Brazzers, AGW Entertainment B.V., Playgirl, Evil Angel, Jules Jordan Video, Roman Video, bigwetbutts.com, Handheld Pictures, Pink Kitty, EMBU, ArchAngel Productions, Hustler Video, Adam & Eve, BlueCity Pictures, Reality Junkies, Bang Productions, Exquisite, FM Concepts, Sinister Comixxx, Devil’s Film, Hard X, Immoral Productions, Jennaration X i Smash Pictures.
W kwietniu 2009 trafiła na okładkę magazynu „Hustler”, w czerwcu 2009 została zwierzakiem miesiąca w „Penthouse” i była na okładce „Adult Video News”. Ponadto pojawia się na okładce fotoksiążki Holly Randall Erotic Dream Girls.
Wystąpiła w parodii porno gry komputerowej Grand Theft Auto: XXX Parody (2010) jako Dirty Burger Kagney i telewizyjnym filmie dokumentalnym Jasona Massota Louis Theroux: Twilight of the Porn Stars (2012) obok Bena Englisha i Tommy’ego Gunna.
W 2012 była nominowana do XRCO Award dla najlepszej aktorki. W maju 2014 zwyciężyła w rankingu „Najlepsze aktorki porno na świecie” (Las Mejores Actrices Porno del Mundo), ogłoszonym przez hiszpański portal 20Minutos.
W styczniu 2015 Kagney Linn Karter twierdziła, że piosenkarz R&B Chris Brown prześladował ją w internecie i chciał zmusić ją do seksu, wynajął ją jako dziewczynę do towarzystwa za 2,5 tys. dolarów. Próbował dobierać się do niej, a ona mu odmówiła. W końcu zamieściła na Twitterze zdjęcie penisa Chrisa Browna.
W grudniu 2017 zaśpiewała na wydanym przez Brazzers bezpłatnym świątecznym singlu „A Lonely MILF On Christmas”. Do piosenki powstał teledysk. W 2018 wydała EP zatytułowane The Crossover. W 2022 na platformie strumieniowej Spotify ukazał się jej debiutancki album zatytułowany The Take Over.

### Śmierć
15 lutego 2024 w wieku 36 lat popełniła samobójstwo w swoim domu w hrabstwie Cuyahoga w Ohio. W oświadczeniu przyjaciół aktorki czytamy, że Kagney Linn Karter zmagała się z problemami psychicznymi. Po raz ostatni uczestniczyła w zajęciach w studiu fitness 7 lutego, na około tydzień przed tym, jak odebrała sobie życie. 

## Nagrody
| Rok  | Nagroda                         | Kategoria                                                   | Film                         | Inni wykonawcy |
| ---- | ------------------------------- | ----------------------------------------------------------- | ---------------------------- | -------------- |
| 2010 | XRCO Award                      | Najlepsza nowa gwiazdka                                     | –                            | –              |
| 2010 | AVN Award                       | Najlepsza nowa gwiazdka                                     | –                            | –              |
| 2010 | AVN Award                       | Najlepsza scena seksu POV                                   | Pound The Round POV 1 (2009) | Mike Adriano   |
| 2010 | XBIZ Award                      | Najlepsza nowa gwiazdka                                     | –                            | –              |
| 2012 | Urban X Award                   | Najlepsza scena seksu analnego                              | Prince the Penetrator (2012) | Prince Yahshua |
| 2014 | AVN Award                       | Nagroda fanów: Najlepsze piersi                             | –                            | –              |
| 2015 | IAFD Spank Bank Technical Award | Wszystkie właściwe graty we wszystkich właściwych miejscach | –                            | –              |
| 2016 | IAFD Spank Bank Award           | Dziewczyna roku na Instagramie                              | –                            | –              |
| 2016 | IAFD Spank Bank Technical Award | Najlepszy klaps na tyłku                                    | –                            | –              |
| 2016 | IAFD Spank Bank Technical Award | Najlepszy piercing                                          | –                            | –              |
| 2017 | IAFD Spank Bank Award           | Blondynka roku                                              | –                            | –              |
| 2017 | IAFD Spank Bank Award           | Dziwka roku BBC                                             | –                            | –              |
| 2017 | IAFD Spank Bank Award           | Najlepszy króliczek na kolanach                             | –                            | –              |
| 2018 | NightMoves Award                | Nagroda redakcji: Najlepsze piersi                          | –                            | –              |
| 2018 | IAFD Spank Bank Technical Award | Słoneczny Króliczek Śnieżny                                 | –                            | –              |
| 2024 | XRCO Award                      | XRCO Hall of Fame                                           | –                            | –              |
| 2025 | AVN Award                       | Sala sławy AVN Award Hall of Fame                           | –                            | –              |